# Hermeton
Hermeton är ett vattendrag i Belgien.   Det ligger i provinsen Namur och regionen Vallonien, i den södra delen av landet, 80 km söder om huvudstaden Bryssel.
I omgivningarna runt Hermeton växer i huvudsak blandskog. Runt Hermeton är det tätbefolkat, med 266 invånare per kvadratkilometer.